# Xã Center Point, Quận Howard, Arkansas
Xã Center Point (tiếng Anh: Center Point Township) là một xã thuộc quận Howard, tiểu bang Arkansas, Hoa Kỳ. Năm 2010, dân số của xã này là 601 người.